# ويليام لونش
ويليام لونش (بالإنجليزية: William Lynch)‏ هو شخصية أعمال أمريكي، ولد في 1742، وتوفي في 1820.